# Taichius hemiceroides
Taichius hemiceroides is een keversoort uit de familie zwartlijven (Tenebrionidae). De wetenschappelijke naam van de soort is voor het eerst geldig gepubliceerd in 1929 door Blair.